# Ilkka Villi
Ilkka Villi (ur. 4 sierpnia 1975 w Helsinkach) – fiński aktor i pisarz. Zagrał rolę w grze komputerowej Alan Wake, gdzie użyczył wizerunku tytułowemu bohaterowi.

## Życiorys
Wiele lat spędził w Ameryce Północnej i Południowej, mówi płynnie po fińsku, angielsku i hiszpańsku. Przed karierą aktorską Villi pracował jako dziennikarz radiowy i pisarz. W latach 2001–2003 występował w różnych filmach krótkometrażowych. W 2005 rozpoczął udział w produkcji gry Alan Wake. Pierwszą ważniejszą rolę w filmie kinowym otrzymał w 2009 roku, kiedy wystąpił w komediodramacie Seks po fińsku. W 2012 roku zagrał w filmie Imaginaerum promującym album zespołu Nightwish pod tym samym tytułem. Oprócz tego podkładał głos pod postacie w fińskiej wersji serialu Ninjago: Mistrzowie Spinjitzu i filmu Ralph Demolka. W grudniu 2013 roku nastąpiła premiera komedii romantycznej Ainoat oikeat, gdzie Villi zagrał jedną z głównych ról.

### Alan Wake
Udział Villiego w produkcji Alana Wake’a był jego debiutem w branży gier komputerowych. Tytuł ten został zapowiedziany na E3 w 2005, a jego wydanie nastąpiło w maju 2010. Villi był zaangażowany w jego tworzenie od 2005 do 2007. Został modelem postaci Wake’a i uczestniczył w jej sesji motion capture. Wcielił się w niego także w różnych materiałach live-action związanych z grą: obecnych w niej materiałach filmowych „Harry Garrett Show” i „Writer in the Cabin”, w serialu internetowym Bright Falls stanowiącym jej prequel oraz w teledysku utworu „War” wykonywanego przez zespół Poets of the Fall i składającego się na jej ścieżkę dźwiękową. Swoją rolę powtórzył w kontynuacji gry zatytułowanej Alan Wake's American Nightmare, gdzie wcielił się też w złego sobowtóra bohatera – pana Zgrzyta (oryg. Mr. Scratch).

## Filmografia

### Filmy
| Rok  | Film / Film krótkometrażowy | Rola                        |
| ---- | --------------------------- | --------------------------- |
| 2001 | Kylmä rintama               |                             |
| 2002 | Koe                         |                             |
| 2002 | Pysäkki                     |                             |
| 2002 | Yövieras                    |                             |
| 2003 | Ajoreittieroja              |                             |
| 2003 | Totuus vai tehtävä          |                             |
| 2004 | Pelikaanimies               | biznesmen                   |
| 2005 | Lupaus                      | porucznik Veikko Vuori      |
| 2006 | Miehen mitta                | Ari                         |
| 2007 | Tali-Ihantala 1944          | szeregowy Olli Taponen      |
| 2009 | Seks po fińsku              | Marco                       |
| 2009 | Runaway Beer                | Juan Olachica               |
| 2011 | Syvälle salattu             | były mąż Julii              |
| 2011 | Likainen pommi              | Roba                        |
| 2011 | Vares: Gadzina              | Jesus Lobo                  |
| 2012 | Imaginaerum                 | Mr. White, Theodore Whitman |
| 2013 | Ainoat oikeat               | Markus                      |

### Seriale
| Rok  | Serial             | Rola           |
| ---- | ------------------ | -------------- |
| 2004 | Outolintu          | różne postacie |
| 2009 | Helppo elämä       | Kevin Rantanen |
| 2010 | Bright Falls       | Alan Wake      |
| 2010 | Naisia kaupungilla | Saku           |
| 2012 | Maailma on valmis  | płatny zabójca |

### Fiński dubbing
| Rok       | Film / Serial                 | Rola                    |
| --------- | ----------------------------- | ----------------------- |
| 2011–2013 | Ninjago: Mistrzowie Spinjitzu | Zane, Dareth, Ed Walker |
| 2013      | Ralph Demolka                 | Markowski               |

### Gry komputerowe
| Rok  | Gra                            |  | Rola                  |
| ---- | ------------------------------ |  | --------------------- |
| 2010 | Alan Wake                      |  | Alan Wake             |
| 2012 | Alan Wake’s American Nightmare |  | Alan Wake, pan Zgrzyt |
| 2023 | Alan Wake 2                    |  | Alan Wake             |